# Szczęśliwa trzynastka
Szczęśliwa trzynastka – polski film komediowy z roku 1938 wyreżyserowany przez Mariana Czauskiego. Muzykę do niego skomponował Jerzy Petersburski. Premiera filmu odbyła się 7 kwietnia 1938. 

## Fabuła
Główny bohater - pan Koziołek jest bardzo przesądnym człowiekiem. Toteż niechętnie idzie dnia trzynastego do pracy, gdzie nie od dziś stanowił wdzięczny przedmiot kpin personelu i furii dyrektora. Na miejscu, po lekturze gazety, dowiaduje się jednak, że wygrał szóstkę na loterii. Nieoczekiwane szczęście powoduje, że Koziołek robi awanturę w pracy kolegom, którzy go dręczyli i poniżali oraz dyrektorowi. Wkrótce okazuje się, że w gazecie zdarzył się błąd i pan Koziołek niczego nie wygrał.

## Obsada
- Stanisław Sielański – Koziołek
- Helena Grossówna – Hanka
- Józef Orwid – Bończa
- Maria Chmurkowska – Lola Vulpi
- Władysław Grabowski – Burlicki
- Czesław Skonieczny – Słowikowski
- Lucyna Messal – Wanda
- Julian Krzewiński – profesor
- Jerzy Marr – Runicz
- Jan Ciecierski – konferansjer
- Jerzy Roland – szef propagandy
- Jerzy Kordowski – woźny
- Irena Skwierczyńska – Tomaszowa
- Zofia Wilczyńska – ekspedientka